# Trybunał Rewolucyjny

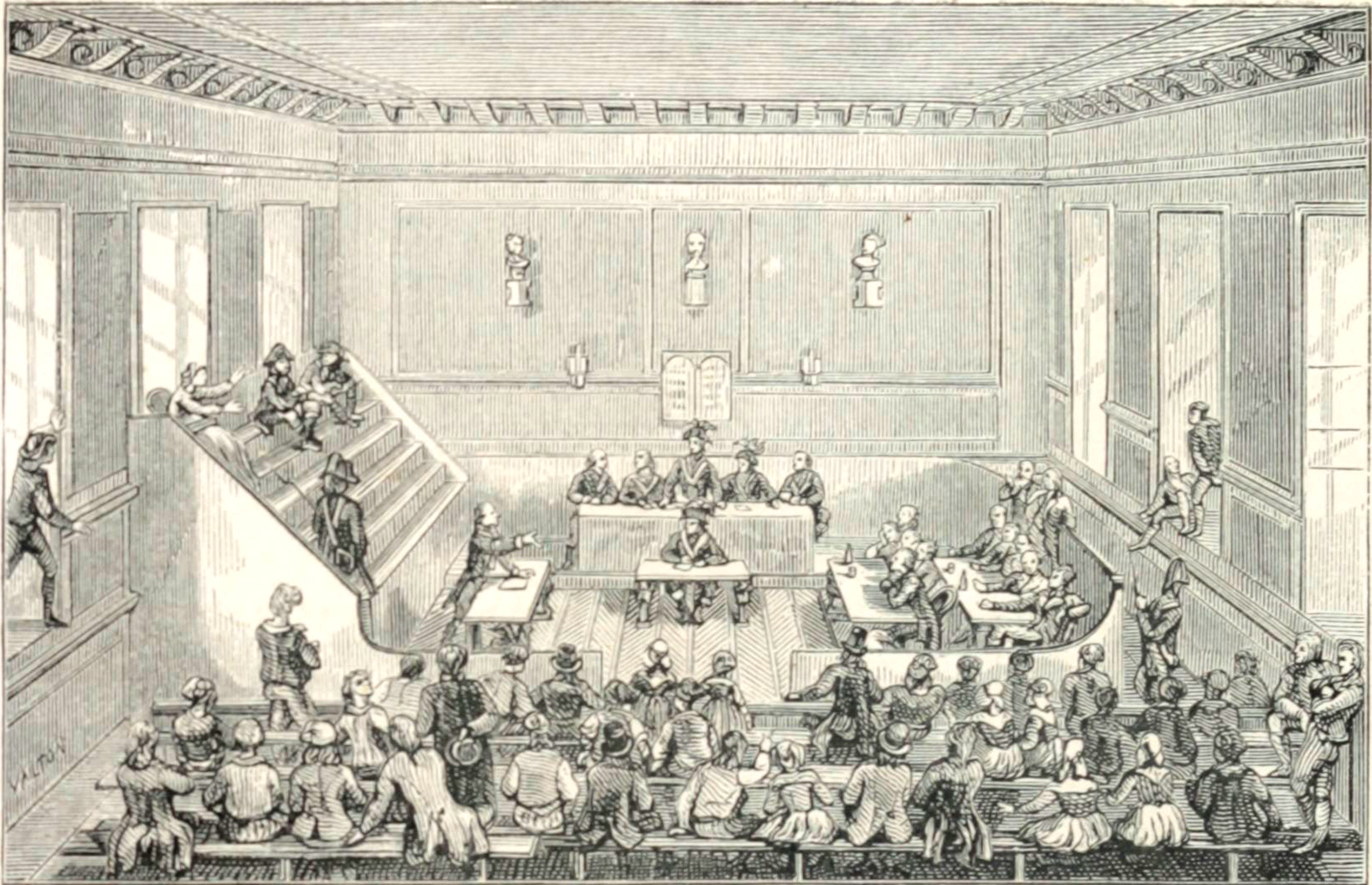
Trybunał Rewolucyjny w Paryżu. Rycina z 1868 r.

Trybunał Rewolucyjny 1793–1795 – organ sądowy w okresie rewolucji francuskiej. Powołany przez Konwent Narodowy jako główny instrument terroru jakobińskiego. Wyroki Trybunału Rewolucyjnego nie podlegały apelacji ani kasacji i były wykonywane w ciągu 1–3 dni. Członkiem był np. Duplay, m.in. fryzjer Robespierre'a. Trybunał bazował na ustawie o osobach podejrzanych, wydawał 2 rodzaje wyroków: uniewinniający lub skazujący na karę śmierci. 
Wśród uniewinnionych przez Trybunał Rewolucyjny był Jean-Paul Marat (24 kwietnia 1793 r.), zaś wśród skazanych na karę śmierci, byli: 
- generał Adam Philippe de Custine (27 sierpnia 1793 r.)[2]
- była królowa Maria Antonina (16 października 1793 r.)[3]
- Jacques Brissot, Armand Gensonné, Pierre Vergniaud i inni przywódcy żyrondystów (30 października 1793 r.)[3]
- Olympe de Gouges (3 listopada 1793 r.)[4]
- książę Ludwik Filip II Orleański – Philippe Égalité (6 listopada 1793 r.)[3]
- Jeanne Marie Roland de la Platière (8 listopada 1793 r.)[3]
- Jean Sylvain Bailly (10 listopada 1793 r.)[3]
- Jeanne Bécu, hrabina du Barry (8 grudnia 1793 r.)[3]
- biskup Antoine-Adrien Lamourette (11 stycznia 1794 r.)[5]
- Jacques-René Hébert, Jean-Baptiste Gobel, Pierre-Gaspard Chaumette i inni kordelierzy-hebertyści (24 marca 1794 r.)[6]
- Georges Danton, Camille Desmoulin, Philippe Fabre d’Églantine i inni kordelierzy-dantoniści (5 kwietnia 1794 r.)[7]
- Antoine Lavoisier (8 maja 1794 r.)[8]
- księżna Elżbieta Francuska (10 maja 1794 r.)[9]
- André Chénier (25 lipca 1794 r.)[10]